# Isenvad Sogn
Isenvad Sogn er et sogn i Ikast-Brande Provsti (Viborg Stift).
Isenvad Kirke blev i 1893 indviet som filialkirke til Ikast Kirke. Isenvad blev et kirkedistrikt i Ikast Sogn, som hørte til Hammerum Herred i Ringkøbing Amt. Ikast sognekommune inkl. kirkedistriktet blev ved kommunalreformen i 1970 kernen i Ikast Kommune, der ved strukturreformen i 2007 indgik i Ikast-Brande Kommune.
I 1979 blev Isenvad Kirkedistrikt udskilt fra Ikast Sogn som det selvstændige Isenvad Sogn.
I sognet findes følgende autoriserede stednavne:
- Ballebjerg (areal)
- Blåbjerge (areal)
- Bøgeskov (bebyggelse)
- Fonnesbæk (bebyggelse, ejerlav)
- Grødde Mark (bebyggelse)
- Hold (bebyggelse)
- Hold Mark (bebyggelse)
- Isen Bjerg (areal)
- Isenvad (bebyggelse)
- Kratbanker (areal)
- Lille Nørlund (bebyggelse, ejerlav)
- Lunerbanke (areal)
- Møllebakke (areal)
- Nørkær (areal)
- Nørlund Plantage (areal)
- Over Isen (bebyggelse, ejerlav)
- Ravnhøj (areal)
- Rom (bebyggelse)
- Skelhøj (areal)
- Skelhøj Plantage (areal)
- Springbjerg (bebyggelse)
- Stokkebjerg (areal)
- Toftlund (bebyggelse, ejerlav)
- Troldmose (areal)
- Tyvkær (bebyggelse)
- Tækkemandseng (areal)
- Ulvhøj (areal)
- Vester Isen (bebyggelse, ejerlav)